# 沃勒劳
沃勒劳（德語：Wollerau）是瑞士联邦施维茨州赫弗区的市镇。该市镇面积为6.5平方千米，海拔高度514米，2018年12月31日人口数为7,255。